# 上田藤兵衛
上田 藤兵衞（うえだ とうべえ、1945年（昭和20年）6月21日 - ）は、日本の部落解放運動家。自由同和会京都府本部会長、自由同和会中央本部副会長。京都で「同和のドン」として知られる。

## 来歴
京都・山科の「夙（しゅく）」という被差別部落に非嫡出子として生まれる。小学校5年生の時、家業の材木商「若藤」が倒産。没落した上田一家は遊廓街「五条楽園」の四畳半一間に移り住んだ。
村井秀明（部落解放同盟と全日本同和会の京都府辰巳支部を設立）の勧めで部落解放運動の世界に入り、京都市山科区川田地区に依拠して部落民宣言をおこなう。
全日本同和会京都府連合会青年支部長を経て、1984年、参議院議員で自由民主党地域改善対策特別委員会理事長の堀内俊夫と知り合う。1986年、全国自由同和会の結成に参加。1990年、初代府連会長木曽利廣の後を継いで全国自由同和会副会長・同京都府連会長に就任。同和問題の現状を考える連絡会議（同現連）幹事。自由民主党京都府連合会党員・党友。同和会支部長、同府連総務委員。

## 関連書籍
- 伊藤博敏『同和のドン 上田藤兵衞 「人権」と「暴力」の戦後史』（講談社、2023年2月）、ISBN 978-4065307281